# Campionatul Mondial de Atletism din 2022 - 4x400 m (masculin)
Proba masculină de ștafetă 4x400 de metri de la Campionatul Mondial de Atletism din 2022 a avut loc pe 23 și 24 iulie 2022 pe Hayward Field din Eugene, SUA.

## Timpul de calificare
Timpul standard pentru calificare a fost stabilit la prezența în primele 10 echipe la World Relays 2021, alte 6 echipe urmând a fi admise ulterior.

## Program
Ora este ora SUA (UTC-7) 
| Data     | Oră   | Etapă      |
| -------- | ----- | ---------- |
| 23 iulie | 17:40 | Calificări |
| 24 iulie | 19:35 | Finala     |

## Rezultate

### Calificări
Primele trei echipe din fiecare serie s-au calificat în finală (C), alături de alte două echipe cu cel mai bun timp.
| Loc | Serie | Culoar | Țară                       | Atleți                                                                            | Timp    | Note  |
| --- | ----- | ------ | -------------------------- | --------------------------------------------------------------------------------- | ------- | ----- |
| 1   | 1     | 6      | Statele Unite ale Americii | Elija Godwin, Vernon Norwood, Bryce Deadmon, Trevor Bassitt                       | 2:58,56 | C SB  |
| 2   | 1     | 5      | Japonia                    | Fuga Sato, Kaito Kawabata, Julian Walsh, Yuki Joseph Nakajima                     | 3:01,53 | C, SB |
| 3   | 1     | 3      | Jamaica                    | Akeem Bloomfield, Jevaughn Powell, Karayme Bartley, Anthony Cox                   | 3:01,59 | C, SB |
| 4   | 2     | 4      | Belgia                     | Julien Watrin, Dylan Borlée, Jonathan Sacoor, Kevin Borlée                        | 3:01,96 | C, SB |
| 5   | 2     | 5      | Cehia                      | Matěj Krsek, Pavel Maslák, Michal Desenský, Patrik Šorm                           | 3:02,42 | C, RN |
| 6   | 2     | 1      | Polonia                    | Maksymilian Klepacki, Karol Zalewski, Mateusz Rzeźniczak, Kajetan Duszyński       | 3:02,51 | C, SB |
| 7   | 1     | 2      | Trinidad și Tobago         | Dwight St. Hillaire, Jereem Richards, Asa Guevara, Kashief King                   | 3:02,75 | c, SB |
| 8   | 2     | 8      | Franța                     | Thomas Jordier, Loïc Prévot, Simon Boypa, Téo Andant                              | 3:03,13 | c, SB |
| 9   | 1     | 7      | Țările de Jos              | Isayah Boers, Terrence Agard, Nick Smidt, Ramsey Angela                           | 3:03,14 | SB    |
| 10  | 2     | 3      | Italia                     | Lorenzo Benati, Vladimir Aceti, Brayan Lopez, Edoardo Scotti                      | 3:03,43 | SB    |
| 11  | 2     | 6      | Germania                   | Marvin Schlegel, Manuel Sanders, Marc Koch, Patrick Schneider                     | 3:04,21 |       |
| 12  | 1     | 8      | India                      | Muhammed Anas Yahiya, Muhammed Ajmal Variyathodi, Naganathan Pandi, Rajesh Ramesh | 3:07,29 |       |
| 13  | 2     | 7      | Botswana                   | Isaac Makwala, Zibane Ngozi, Keitumentse Maitseo, Leungo Scotch                   | 3:07.32 | c     |
|     | 2     | 2      | Republica Dominicană       |                                                                                   | NS      | NS    |
|     | 1     | 4      | Africa de Sud              |                                                                                   | NS      | NS    |

### Finala[5]
| Loc | Culoar | Țară                       | Atleți                                                                      | Timp    | Note |
| --- | ------ | -------------------------- | --------------------------------------------------------------------------- | ------- | ---- |
| 1   | 6      | Statele Unite ale Americii | Elija Godwin, Michael Norman, Bryce Deadmon, Champion Allison               | 2:56,17 |      |
| 2   | 8      | Jamaica                    | Akeem Bloomfield, Nathon Allen, Jevaughn Powell, Christopher Taylor         | 2:58,58 | SB   |
| 3   | 5      | Belgia                     | Dylan Borlée, Julien Watrin, Alexander Doom, Kevin Borlée                   | 2:58,72 | SB   |
| 4   | 3      | Japonia                    | Fuga Sato, Kaito Kawabata, Julian Walsh, Yuki Joseph Nakajima               | 2:59,51 | RC   |
| 5   | 9      | Trinidad și Tobago         | Dwight St. Hillaire, Jereem Richards, Shakeem Mc Kay, Asa Guevara           | 3:00,03 | SB   |
| 6   | 1      | Botswana                   | Zibane Ngozi, Leungo Scotch, Isaac Makwala, Bayapo Ndori                    | 3:00,14 | PB   |
| 7   | 2      | Franța                     | Thomas Jordier, Loïc Prévot, Simon Boypa, Téo Andant                        | 3:01,35 | SB   |
| 8   | 4      | Cehia                      | Matěj Krsek, Pavel Maslák, Michal Desenský, Patrik Šorm                     | 3:01,63 | RN   |
| 9   | 7      | Polonia                    | Maksymilian Klepacki, Karol Zalewski, Mateusz Rzeźniczak, Kajetan Duszyński | 3:02,51 | SB   |